# Глуски рејон
Глуски рејон (блр. Глускі раён; рус. Глу́сский райо́н) је административна јединица другог нивоа на западу Могиљовске области у Републици Белорусији. 
Административни центар рејона је варошица Глуск.

## Географија
Глуски рејон обухвата територију површине 1.335,44 км² и на 10. је месту по величини у Могиљовској области. Граничи се са Октобарским рејоном Гомељске области на југу, Љубањским и Старадарошким рејонима Минске области на западу, те са Бабрујским и Асиповичким рејонима Могиљовске области.
Рељефом рејона доминира река Птич са својим притокама.

## Историја
Рејон је основан 17. јула 1924. године.

## Демографија
Према резултатима пописа из 2009. на том подручју стално је било насељено 16.457 становника или у просеку 12,32 ст/км².
Основу популације чине Белоруси (94,82%), Руси (3,79%) и остали (1,39%).	

### Насеља
Административни центар рејона је варошица Глуск. На подручју рејона постоји укупно 110 насељених места административно подељених у 8 сеоских и једну урбану општину. 

## Саобраћај
Преко територије рејона пролази неколико важних саобраћајних праваца међу којима је најважнији магистрални друмов Слуцк—Бабрујск—Глуск—Љубањ